# José Serrano
José Enrique Serrano (Mayagüez, 24 ottobre 1943) è un politico statunitense, membro della Camera dei Rappresentanti per lo stato di New York dal 1990 al 2021.

## Biografia
Nato a Porto Rico, Serrano si trasferì da bambino nel Bronx, dove trascorse l'infanzia. Entrato in politica con il Partito Democratico, nel 1976 venne eletto all'interno della legislatura statale di New York, dove rimase per i successivi quattordici anni.
Nel 1990 si candidò ad un'elezione speciale della Camera dei Rappresentanti per assegnare il seggio del deputato dimissionario Robert Garcia e riuscì a vincerla, venendo poi riconfermato per altri quindici mandati, fin quando nel 2020 annunciò il proprio pensionamento per motivi di salute.
Durante la sua permanenza trentennale al Congresso Serrano era giudicato un democratico di vedute progressista ed è stato membro del Congressional Progressive Caucus.